# Верхняя Палуйца
Верхняя Палуйца (Верхняя Палуя) — река в России, левый приток Паши. Протекает по Тихвинскому району Ленинградской области.
Исток — примерно в 10 км восточнее деревень Большая Палуя и Мадая Палуя. Течёт на северо-запад, впадает в Пашу с левого берега, в 201 км от её устья, восточнее посёлка Шугозеро. Длина реки составляет 18 км.

## Данные водного реестра
По данным государственного водного реестра России относится к Балтийскому бассейновому округу, водохозяйственный участок реки — Свирь, речной подбассейн реки — Свирь (включая реки бассейна Онежского озера). Относится к речному бассейну реки Нева (включая бассейны рек Онежского и Ладожского озера).
Код объекта в государственном водном реестре — 01040100812102000013376.